# Kobieta na Księżycu (film 1929)
Kobieta na Księżycu (Die Frau im Mond) – niemiecki film niemy science-fiction w reżyserii Fritza Langa o wyprawie na Księżyc grupy badaczy w poszukiwaniu złota. Film ten zrobiony został na podstawie powieści żony i współpracowniczki Langa, Thei von Harbou, pod tym samym tytułem.

## Fabuła
Profesor Georg Manfeldt, specjalista od Księżyca, jest przekonany o występowaniu tam atmosfery zawierającej tlen, wody, a przede wszystkim złóż złota. W jego teorię wierzy tylko inżynier i właściciel zakładów lotniczych Wolf Helius, który planuje pierwszy lot na Srebrny Glob. Buduje w tym celu wielką rakietę, która w pierwszy lot zabiera na pokład m.in. tytułową kobietę. Rakieta startuje z Ziemi i szczęśliwie ląduje na Księżycu.

## Znaczenie

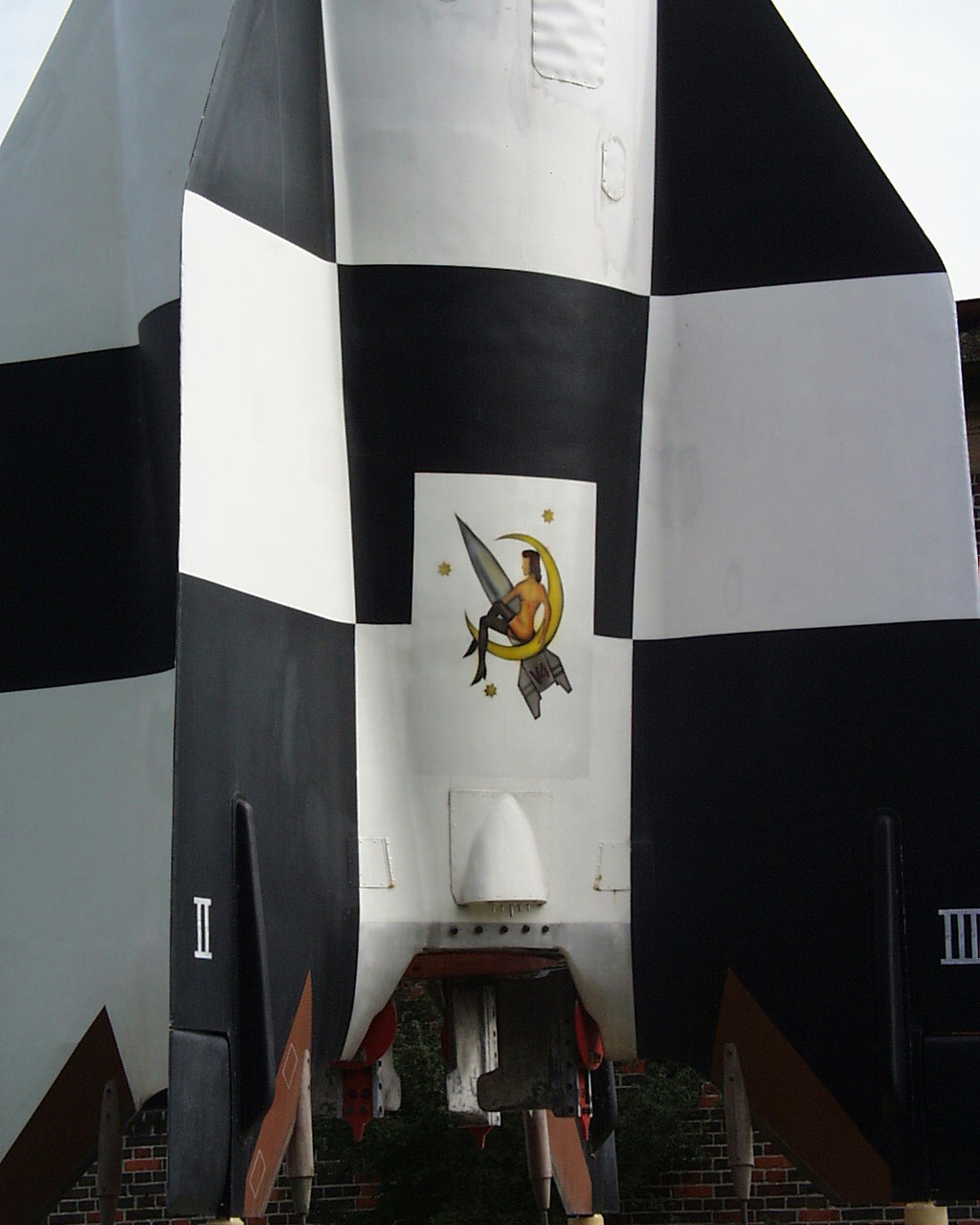
Model V-2 z odtworzony motywem graficznym z filmu

Film ten często uważany za pierwszy film gatunku fantastyczno-naukowego. Przedstawia po raz pierwszy w historii kina podróż człowieka rakietą (w szczególności rakietą wielostopniową). Inspiracją dla Fritza Langa do jego powstania była pionierska książka Hermanna Obertha o technice rakietowej Podróż w przestrzeń kosmiczną (niem. Die Wege zur Raumschiffahrt), która zapoczątkowała w Republice Weimarskiej swoisty boom rakietowy. W trakcie prac nad filmem Lang dla dodania dramaturgii wymyślił sekwencję odliczania do startu rakiety. Reżyserowi zależało na naukowej poprawności dzieła, stąd jego konsultantami naukowymi zostali sam Oberth oraz Willy Ley. Na potrzeby filmu powstała realistyczna makieta rakiety kosmicznej. Oberth zgodził się nawet zbudować rakietę, która wystartuje w dzień premiery filmu, jednak nie udało mu się zdążyć na czas. W filmie widzimy aktorów grających w dekoracjach rakiety, zaś rakieta pokazana w filmie była niewielkim modelem, co zostało uchwycone przez krytyków.
Później film ten stał się popularny w otoczeniu konstruktora rakiet Wernhera von Brauna. Pierwsza rakieta V-2 odpalona z sukcesem z Peenemünde miała wymalowany motyw graficzny z filmu.

## Obsada
- Fritz Rasp – Walter Turner[2]
- Willy Fritsch – Wolf Helius[2]
- Gerda Maurus – Frieda Velten[2]
- Gustav von Wangenheim – prof. Hans Windegger
- Karl Platen – komentator radiowy
- Klaus Pohl – prof. Georg Manfeldt
- Tilla Durieux – inwestorka[4].